# Екатерининский парк (Кронштадт)
Екатери́нинский парк (также Екатерининский сквер, Советский сквер, Советский бульвар) — парк в Кронштадте. Памятник архитектуры и истории XIX века, объект культурного наследия федерального значения. Расположен в историческом центре Кронштадта, вдоль Советской улицы и Обводного канала. Название связано со старым наименованием Советской улицы — Большая Екатерининская.

## История
Парк был разбит в 1839—1843 гг. по приказу мореплавателя Ф. Ф. Беллинсгаузена, который был в этот период главным командиром порта Кронштадта. В 1861 году была сооружена чугунная решётка, оградившая парк, а в 1887 году она была заменена на новую, сохранившуюся до настоящего времени. В 1886 году парк был продлён за Екатерининский мост. До 1893 года бульвар зимой был закрыт, с этого времени начали расчищать аллеи, и он стал доступен для публики в любое время. В народе бульвар нередко называли «собачьим» вследствие того, что в нём любили выгуливать собак, хотя это и запрещалось властями.
11 сентября 1870 года в парке открыт памятник Ф. Ф. Беллинсгаузену. Памятник изваял скульптор И. Н. Шредер, постамент создал архитектор И. А. Монигетти.

## Местоположение
Парк представляет собой узкую полосу между Советской улицей и Обводным каналом, отделяющим парк от кронштадтского Адмиралтейства. Он начинается от улицы Карла Маркса и заканчивается на улице Комсомола. Парк разделён надвое улицей Рошаля, выводящей на Советский мост. В восточной части парка через Обводный канал переброшен пешеходный Парусный мост.

## Галерея

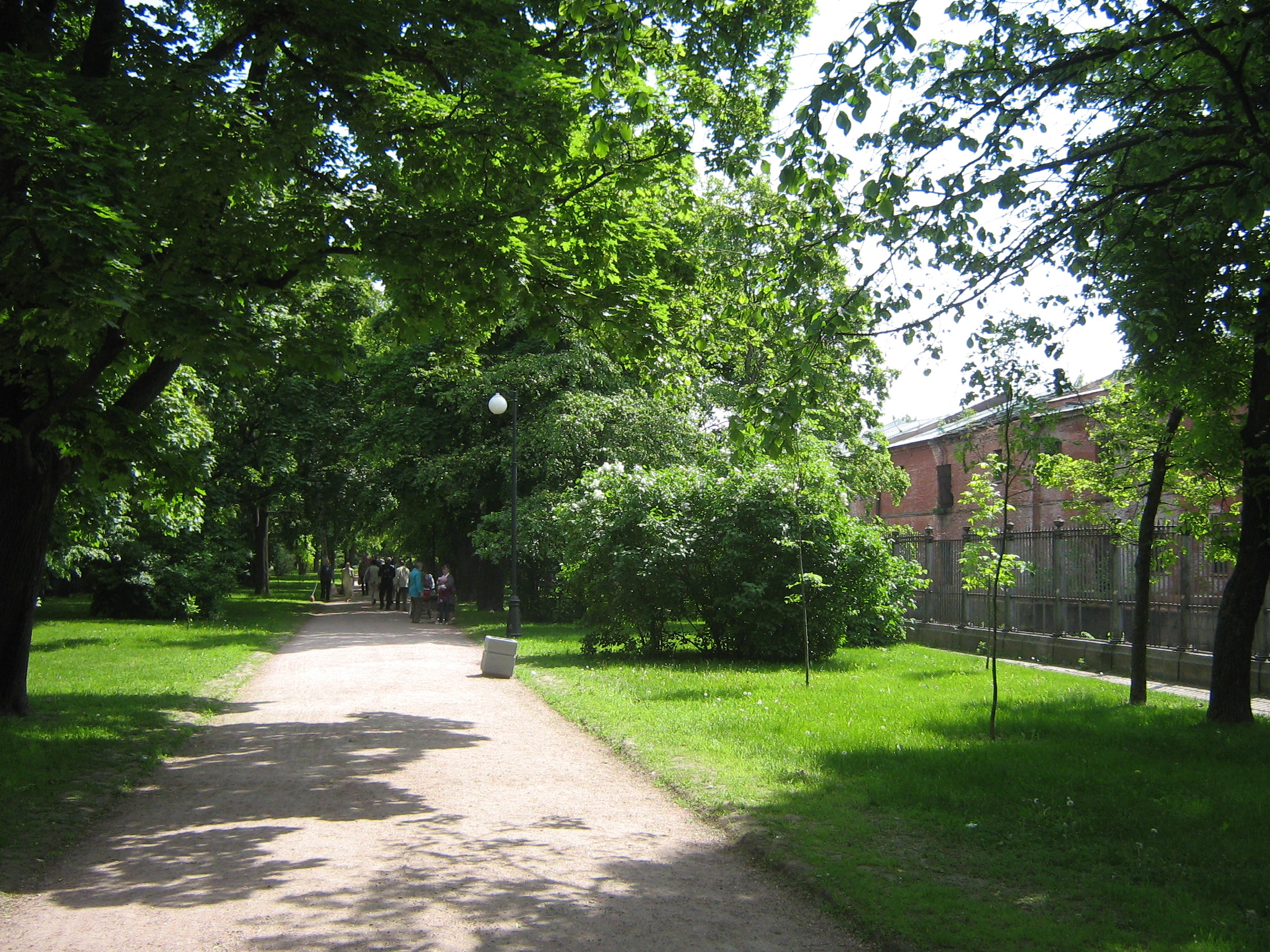
Пешеходная аллея парка
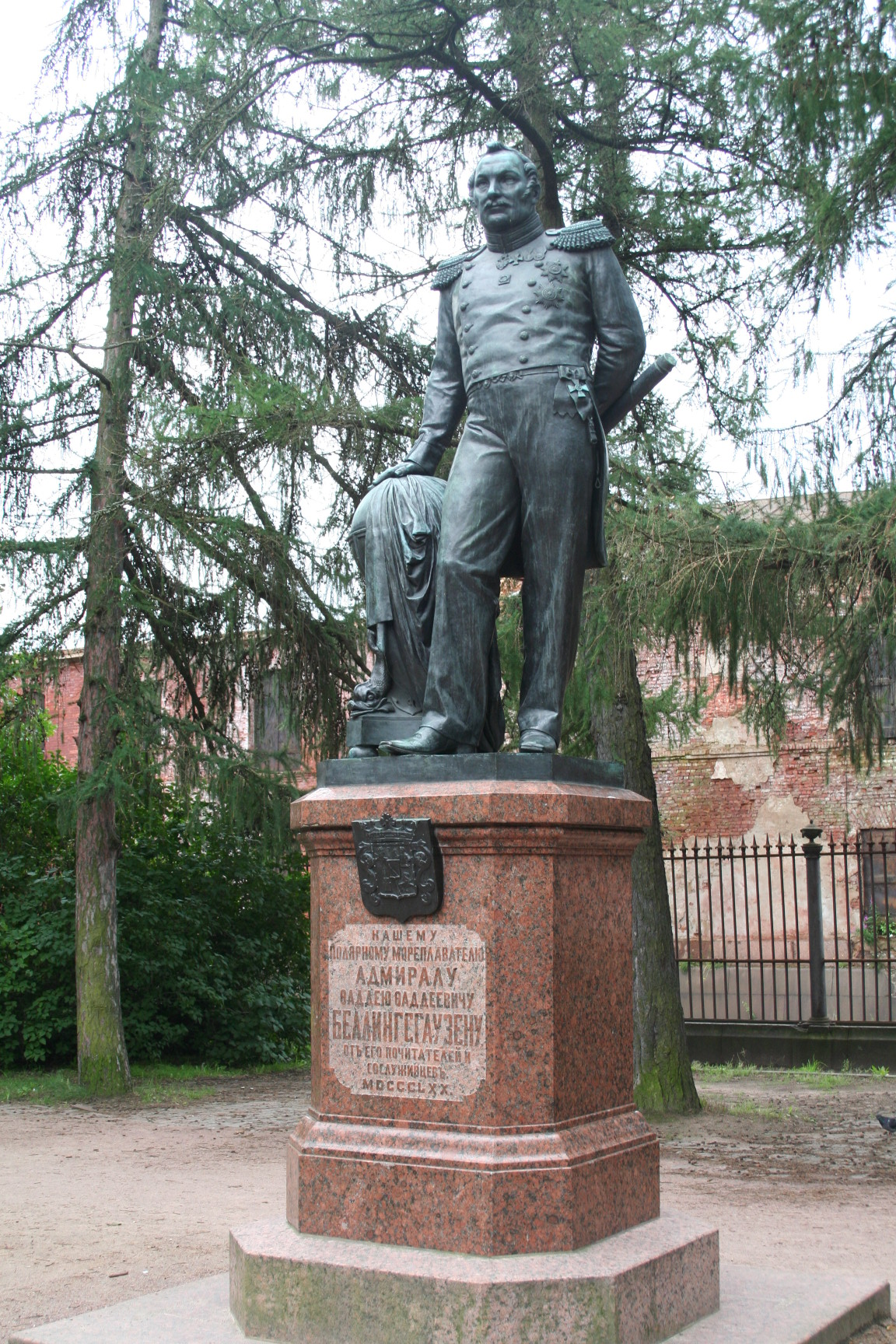
Памятник Ф. Ф. Беллинсгаузену
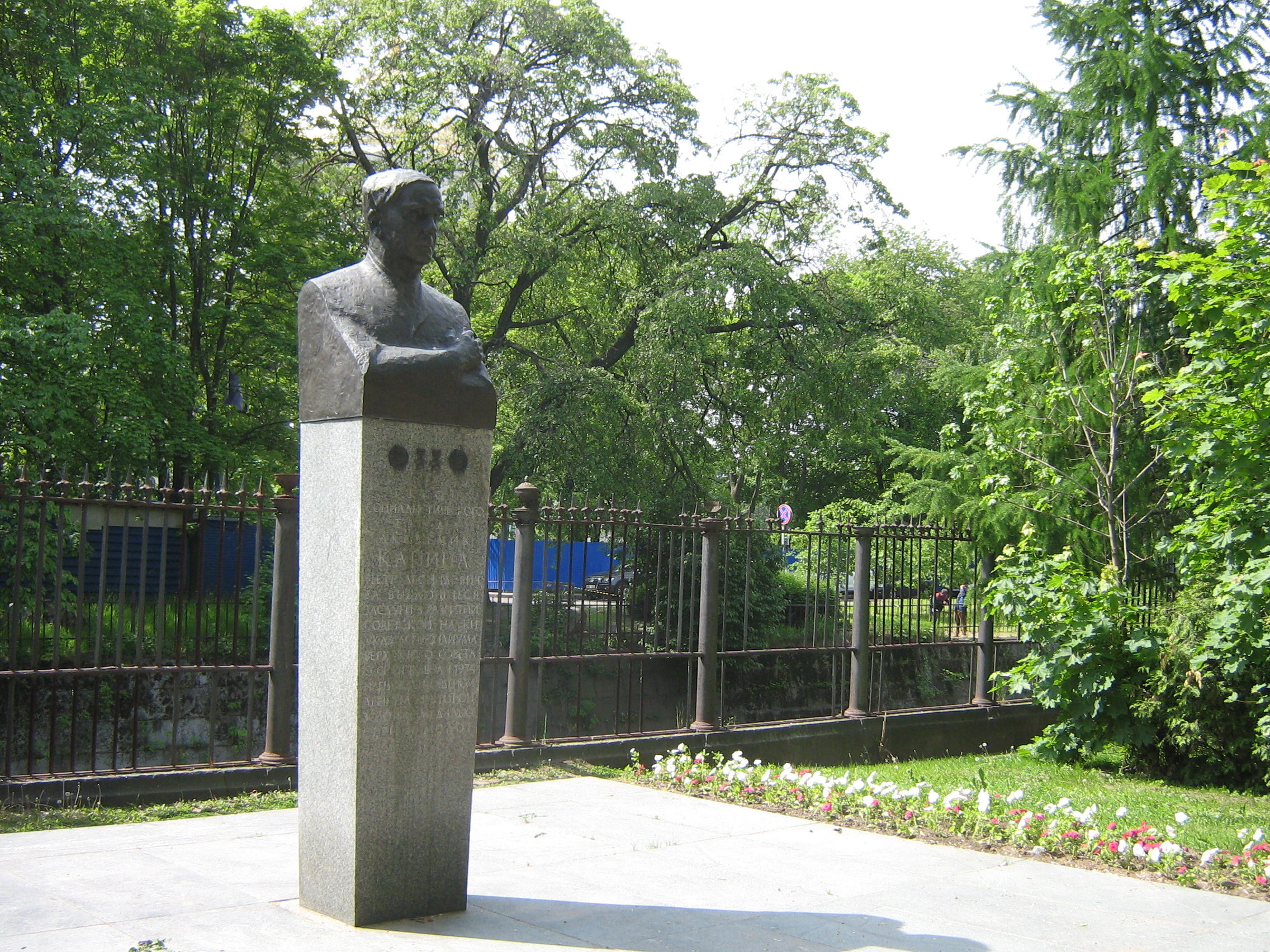
Памятник П. Н. Капице
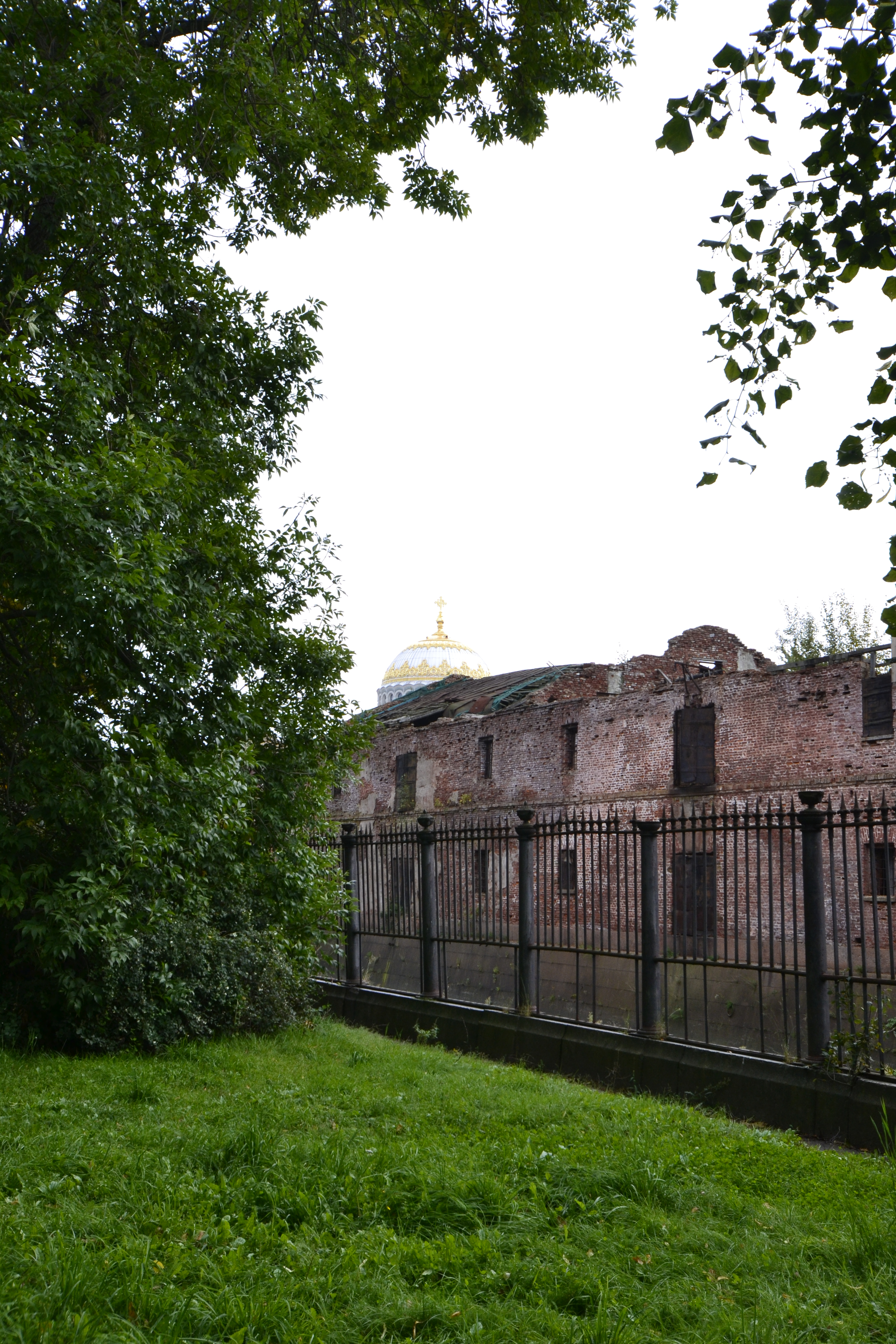
Вид на Обводный канал и Морской собор